# Ana Rucner
Ana Rucner est une violoncelliste croate.
Le 25 novembre 2015, Ana, le chanteur Deen et la chanteuse Dalal Midhat-Talakić sont annoncés comme les prochains représentants de la Bosnie-Herzégovine au Concours Eurovision de la chanson 2016 qui se déroulera à Stockholm.
Le groupe participe à la demi-finale, le 10 mai 2016 mais ne réussissent pas à se qualifier pour la finale du 14 mai.